# Německá demokratická republika na Letních olympijských hrách 1972
Německá demokratická republika na Letních olympijských hrách 1972 v německém Mnichově reprezentovala výprava 297 sportovců (231 mužů a 66 žen) v 18 sportech.

## Medailisté
| Medaile | Jméno | Sport                | Disciplína                                                |
| ------- | --- | -------------------- | --------------------------------------------------------- |
| Zlato   | Peter Frenkel | Atletika             | Muži chůze 20 km                                          |
| Zlato   | Wolfgang Nordwig | Atletika             | Muži skok o tyči                                          |
| Zlato   | Renate Stecherová | Atletika             | Ženy běh na 100 m                                         |
| Zlato   | Renate Stecherová | Atletika             | Ženy běh na 200 m                                         |
| Zlato   | Monika Zehrtová | Atletika             | Ženy běh na 400 m                                         |
| Zlato   | Annelie Ehrhardtová | Atletika             | Ženy 100 m překážek                                       |
| Zlato   | Monika Zehrtová Dagmar Käslingová Rita Kühneová Helga Seidlerová | Atletika             | Ženy štafeta 4 × 400 m                                    |
| Zlato   | Ruth Fuchsová | Atletika             | Ženy hod oštěpem                                          |
| Zlato   | Siegbert Horn | Kanoistika           | K1 slalom muži                                            |
| Zlato   | Reinhard Eiben | Kanoistika           | C1 slalom muži                                            |
| Zlato   | Rolf-Dieter Amend Walter Hofmann | Kanoistika           | C2 slalom muži                                            |
| Zlato   | Angelika Bahmannová | Kanoistika           | K1 slalom ženy                                            |
| Zlato   | Klaus Köste | Sportovní gymnastika | Muži přeskok                                              |
| Zlato   | Karin Janzová | Sportovní gymnastika | Ženy bradla                                               |
| Zlato   | Karin Janzová | Sportovní gymnastika | Ženy přeskok                                              |
| Zlato   | Siegfried Brietzke Wolfgang Mager | Veslování            | Muži dvojka bez kormidelníka                              |
| Zlato   | Wolfgang Gunkel Jörg Lucke Klaus-Dieter Neubert | Veslování            | Muži dvojka s kormidelníkem                               |
| Zlato   | Dieter Schubert Frank Forberger Dieter Grahn Frank Rühle | Veslování            | Muži čtyřka bez kormidelníka                              |
| Zlato   | Roland Matthes | Plavání              | Muži 100 m znak                                           |
| Zlato   | Roland Matthes | Plavání              | Muži 200 m znak                                           |
| Stříbro | Stefan Junge | Atletika             | Muži skok vysoký                                          |
| Stříbro | Jörg Drehmel | Atletika             | Muži trojskok                                             |
| Stříbro | Jochen Sachse | Atletika             | Muži hod kladivem                                         |
| Stříbro | Gunhild Hoffmeisterová | Atletika             | Ženy běh na 1 500 m                                       |
| Stříbro | Bärbel Struppert Christina Heinich Evelyn Kaufer Renate Stecherová | Atletika             | Ženy štafeta 4 × 100 m                                    |
| Stříbro | Margitta Gummelová | Atletika             | Ženy vrh kouli                                            |
| Stříbro | Jacqueline Todtenová | Atletika             | Ženy hod oštěpem                                          |
| Stříbro | Petra Grabowski Ilse Kaschube | Kanoistika           | Ženy K2 500 m                                             |
| Stříbro | Uwe Unterwalder Thomas Huschke Heinz Richter Herbert Richter | Cyklistika           | Družstvo mužů 4000 m stíhací závod                        |
| Stříbro | Jürgen Geschke Werner Otto | Cyklistika           | Muži 2 000 m tandem                                       |
| Stříbro | Karin Janzová | Sportovní gymnastika | Ženy Víceboj – jednotlivci                                |
| Stříbro | Erika Zuchold | Sportovní gymnastika | Ženy bradla                                               |
| Stříbro | Erika Zuchold Richarda Schmeißer Christine Schmitt Irene Abel Angelika Hellmann Karin Janzová | Sportovní gymnastika | Družstvo žen                                              |
| Stříbro | Eckhard Martens Dietrich Zander Reinhard Gust Rolf Jobst Klaus-Dieter Ludwig | Veslování            | Muži čtyřka s kormidelníkem                               |
| Stříbro | Roland Matthes Klaus Katzur Hartmut Flöckner Lutz Unger | Plavání              | Muži štafeta 4 × 100 m polohový závod                     |
| Stříbro | Roswitha Beier | Plavání              | Ženy 100 m motýlek                                        |
| Stříbro | Kornelia Enderová | Plavání              | Ženy 200 m polohový závod                                 |
| Stříbro | Gabriele Wetzko Andrea Eife Kornelia Enderová Elke Sehmisch | Plavání              | Ženy štafeta 4 × 100 m volný způsob                       |
| Stříbro | Christine Herbst Renate Vogel Roswitha Beier Kornelia Enderová | Plavání              | Ženy štafeta 4 × 100 m polohový závod                     |
| Stříbro | Rainer Tscharke Wolfgang Webner Wolfgang Weise Siegfried Schneider Arnold Schulz Rudi Schumann Jürgen Maune Horst Peter Eckehard Pietzsch Horst Hagen Wolfgang Löwe Wolfgang Maibohm                                                                                      | Volejbal             | Turnaj mužů                                               |
| Stříbro | Heinz-Helmut Wehling | Zápas                | muži, řecko-římský do 62 kg                               |
| Stříbro | Paul Borowski Karl-Heinz Thun Konrad Weichert | Jachting             | Muži třída Dragon                                         |
| Bronz   | Hans Reimann | Atletika             | Muži chůze 20 km                                          |
| Bronz   | Hartmut Briesenick | Atletika             | Muži vrh kouli                                            |
| Bronz   | Gunhild Hoffmeisterová | Atletika             | Ženy běh na 800 m                                         |
| Bronz   | Karin Balzerová | Atletika             | Ženy 100 m překážek                                       |
| Bronz   | Burglinde Pollaková | Atletika             | Ženy pětiboj                                              |
| Bronz   | Peter Tiepold | Box                  | Muži lehkotěžká váha do 71 kg                             |
| Bronz   | Marina Janicke | Skoky do vody        | Ženy prkno 3 m                                            |
| Bronz   | Marina Janicke | Skoky do vody        | Ženy věž 10 m                                             |
| Bronz   | Harald Gimpel | Kanoistika           | K1 slalom muži                                            |
| Bronz   | Jürgen Schütze | Cyklistika           | Muži 1000 m s pevným startem                              |
| Bronz   | Jürgen Paeke Reinhard Rychly Wolfgang Thüne Matthias Brehme Wolfgang Klotz Klaus Köste | Sportovní gymnastika | Družstvo mužů                                             |
| Bronz   | Karin Janzová | Sportovní gymnastika | Ženy kladina                                              |
| Bronz   | Erika Zuchold | Sportovní gymnastika | Ženy přeskok                                              |
| Bronz   | Dietmar Hötger | Judo                 | Muži do 70 kg                                             |
| Bronz   | Wolfgang Güldenpfennig | Veslování            | Muži skif                                                 |
| Bronz   | Joachim Böhmer Hans-Ullrich Schmied | Veslování            | Muži dvojskif                                             |
| Bronz   | Manfred Schneider Hartmut Schreiber Dietmar Schwarz Jörg Landvoigt Heinrich Mederow Manfred Schmorde Hans-Joachim Borzym Harold Dimke Bernd Landvoigt | Veslování            | Muži osmiveslice                                          |
| Bronz   | Werner Lippoldt | Sportovní střelba    | Muži 50 metrů libovolná malorážka 3×40 ran polohový závod |
| Bronz   | Michael Buchheim | Sportovní střelba    | Muži skeet                                                |
| Bronz   | Konrad Weise Manfred Zapf Joachim Streich Eberhard Vogel Siegmar Wätzlich Ralf Schulenberg Wolfgang Seguin Jürgen Sparwasser Hans-Jürgen Kreische Lothar Kurbjuweit Jürgen Pommerenke Frank Ganzera Reinhard Häfner Harald Irmscher Bernd Bransch Jürgen Croy Peter Ducke | Fotbal               | Turnaj mužů                                               |
| Bronz   | Lutz Unger Peter Bruch Wilfried Hartung Roland Matthes | Plavání              | Muži štafeta 4 × 100 m volný způsob                       |
| Bronz   | Gudrun Wegner | Plavání              | Ženy 400 m volný způsob                                   |
| Bronz   | Stefan Grützner | Vzpírání             | Muži těžká váha do 110 kg                                 |
| Bronz   | Gerd Bonk | Vzpírání             | Muži super těžká váha nad 110 kg                          |